# Daishirō Yoshimura
Daishirō Yoshimura (jap. 吉村 大志郎 Yoshimura Daishiro; ur. 16 sierpnia 1947, zm. 1 listopada 2003) – japoński piłkarz, reprezentant kraju.

## Kariera klubowa
Od 1967 do 1980 roku występował w klubie Yanmar Diesel.

## Kariera reprezentacyjna
W reprezentacji Japonii zadebiutował w 1970. W reprezentacji Japonii występował w latach 1970–1976. W sumie w reprezentacji wystąpił w 46 spotkaniach.

## Statystyki
| Reprezentacja Japonii | Reprezentacja Japonii | Reprezentacja Japonii |
| Rok                   | Mecze                 | Gole                  |
| --------------------- | --------------------- | --------------------- |
| 1970                  | 4                     | 1                     |
| 1971                  | 6                     | 2                     |
| 1972                  | 8                     | 1                     |
| 1973                  | 3                     | 0                     |
| 1974                  | 7                     | 2                     |
| 1975                  | 6                     | 1                     |
| 1976                  | 12                    | 0                     |
| Razem                 | 46                    | 7                     |